# Magdalena Núñez Monreal
Magdalena del Socorro Núñez Monreal (Fresnillo, Zacatecas; 13 de enero de 1959) es una contadora pública y política mexicana, es miembro activo del Partido del Trabajo.  Fue presidente municipal de la ciudad de Zacatecas, Zacatecas, durante el periodo de gobierno del 15 de octubre de 1998 al 1 de marzo de 2000.  Ha sido oficial mayor, directora de Desarrollo Económico y Social, regidora, diputada federal y fue candidata a la gubernatura del Estado de Zacatecas en las elecciones estatales de Zacatecas de 2016

## Trayectoria
Es contadora pública por la Universidad Autónoma de Zacatecas (UAZ). Fue diputada federal por primera ocasión en la LVIII Legislatura en la que presentó la iniciativa de Servicio Profesional de Carrera para los servidores públicos, misma que fue aprobada y publicada en el Diario Oficial de la Federación en el año 2003. Así mismo participó en el Comité de Administración y en las Comisiones de Equidad y Género, Vigilancia de la Auditoría Superior de la Federación y Salud.
Ocupó los cargos de Oficial Mayor, Directora de Desarrollo Económico y Social, Regidora y Presidente Municipal de la Ciudad de Zacatecas, capital del Estado de Zacatecas.
Fue integrante del Consejo Consultivo y Tesorera de la Asociación de Autoridades Locales de México, A.C. y en la actualidad coordina un grupo de trabajo de Diputadas y Diputados municipalistas en el que se pretende la consolidación de un nuevo Federalismo.
Recientemente fue designada por el Consejo Político Nacional del Partido del Trabajo como responsable de la coordinadora de Gobiernos Locales del Partido del Trabajo.
En 2012 fue por segunda vez, diputada federal en la LXII Legislatura desempeñándose como secretaria de la Mesa Directiva de la Cámara de Diputados por tres años consecutivos.
Fue integrante de la Comisión Especial para Indagar el Funcionamiento de las Instancias del Gobierno Federal relacionadas con el otorgamiento de permisos para Juegos y Sorteos, de la Comisión Especial de Ciudades Patrimonio de la Humanidad, de la Comisión Especial para Conmemorar el Natalicio de Octavio Paz y del Grupo de trabajo para el seguimiento a las investigaciones realizadas sobre el incendio de la Guardería ABC.
Presidió el Grupo de Amistad México-Bielorrusia y fue miembro del Centro de Estudios para el Adelanto de las Mujeres y la Equidad de Género.  
En 2015 fue designada Comisionada Política del Partido del Trabajo en el Distrito Federal. 
En 2016 fue designada candidata del PT a la gobernatura de Zacatecas. 